# Crvenokljuni hoko
Crvenokljuni hoko (lat. Crax globulosa) je vrsta ptice iz roda Crax, porodice Cracidae. Živi u kišnim šumama zapadnog porječja Amazone u Južnoj Americi.

## Izgled
Duga je oko 82-89 centimetara, dok je teška oko 2.500 grama. Velika je ptica koja nema bijeli vrh repa kao većina vrsta roda Crax, a perje na ćubi na vrhu glave joj je kovrčavo. Mužjacima je cijelo perje potpuno crno, osim područja između nogu i repa, koje je bijele boje. Šarenica je tamno-smeđa; noge, stopala i kljun su crnkasti. Imaju upadljiv ukras na kljunu, okruglu izraslinu grimizne boje, koja im je dok su mlađi manje razvijena i žućkastije je boje.
Ženke imaju crno perje baš kao i mužjaci, samo što je njihovo područje između repa i nogu crvenkasto-žute boje. Pokrovno perje krila i dio letnog perja ponekad su blago smećkasto-mramorni. Kljun i šarenica su im crnkasti, dok su noge i stopala sivkaste boje mesa. Gornji dio kljuna je narančast. Nemaju grimiznu izraslinu na kljunu kao mužjaci. Tek izleženi mladunci imaju smećkasto perje u gornjem dijelu tijela, dok im je perje u donjem dijelu tijela bijele boje.

### Slične vrste
Odrasle jedinke dosta nalikuju onima vrste Crax blumenbachii, čiji mužjaci imaju neznatnu izraslinu na kljunu. Ženka te vrste ima crnkast gornji dio kljuna, blijede noge i stopala, a krila su joj kestenjasto-smeđe mramorna. C. alector erythrognatha ima gornji dio kljuna kao i ženka ove vrste, Crax globulosa, ali joj je ostatak kljuna svjetliji, dok je dio između nogu i repa bijele boje kod oba spola. Mladi mužjaci vrste C. globulosa lako se mogu pomiješati s onima vrste Crax daubentoni.
- Ženka ima crn kljun s narančastim gornjim dijelom.
- Mladi mužjak.
- Mužjak, Crax rubra.
- C. a. alector
ima svjetli kljun s naranasto-crvenim gornji dijelom.
- Odrasli mužjak, Crax daubentoni.
- Odrasli mužjak (Crax blumenbachii)
ima grimizan kljun.

## Razmnožavanje
Sezona parenja u divljini je nepoznata; reproduktivna aktivnost je zabilježena između lipnja i kolovoza. Mužjaci zavode ženke šepurenjem i gromkim pjevom. Ptice se pare na tlu, te kod njih, kao i u nekih vrsta porodice kokoški i nadreda Paleognathae kod mužjaka postoji neki oblik penisa. Parovi najčešće su skupa godinama, ali se povremeno može dogoditi promjerna partnera, i zato što se mužjaci često love (lako su uočljivi zbog glasnog poziva), preživjeli mužjaci mogu se pariti s više ženki.
Gnijezdo je sagrađeno od lišća i grančica, te se nalazi na tlu u vegetaciji. U njemu se, kao i kod srodnih vrsta nalaze dva bijela jaja mjera 90x65 centimetara. Inkubacija najčešće traje 30 dana. Oba roditelja brinu o svojim mladima, koji su potrkušci, i postaju samostalni za oko godinu dana ili možda ranije. Međutim, postoji mogućnost da su neke ptice spolno zrele u dobi manjoj od dvije godine, s time da ptice mogu ostati u blizini roditelja ili s njima još jednu godinu. Životni vijek u divljini je dvadeset godina.